# Fitopolis, la città vivente
Fitopolis, la città vivente è un saggio del 2023 scritto da Stefano Mancuso, tradotto in diverse lingue. Il libro propone un nuovo disegno architettonico delle città, ripensandole all'interno della natura in modo da poter garantire un futuro all’umanità.

## Trama
Il libro è un saggio originale che suggerisce un nuovo disegno architettonico delle nostre città per renderle più resistenti ai drastici cambiamenti climatici che ci attendono. Grazie a questo tema, l'autore pone al centro dell'attenzione la natura con una decisa critica all’antropocentrismo che per secoli ha visto l’uomo dominatore e, di conseguenza, distruttore della natura.

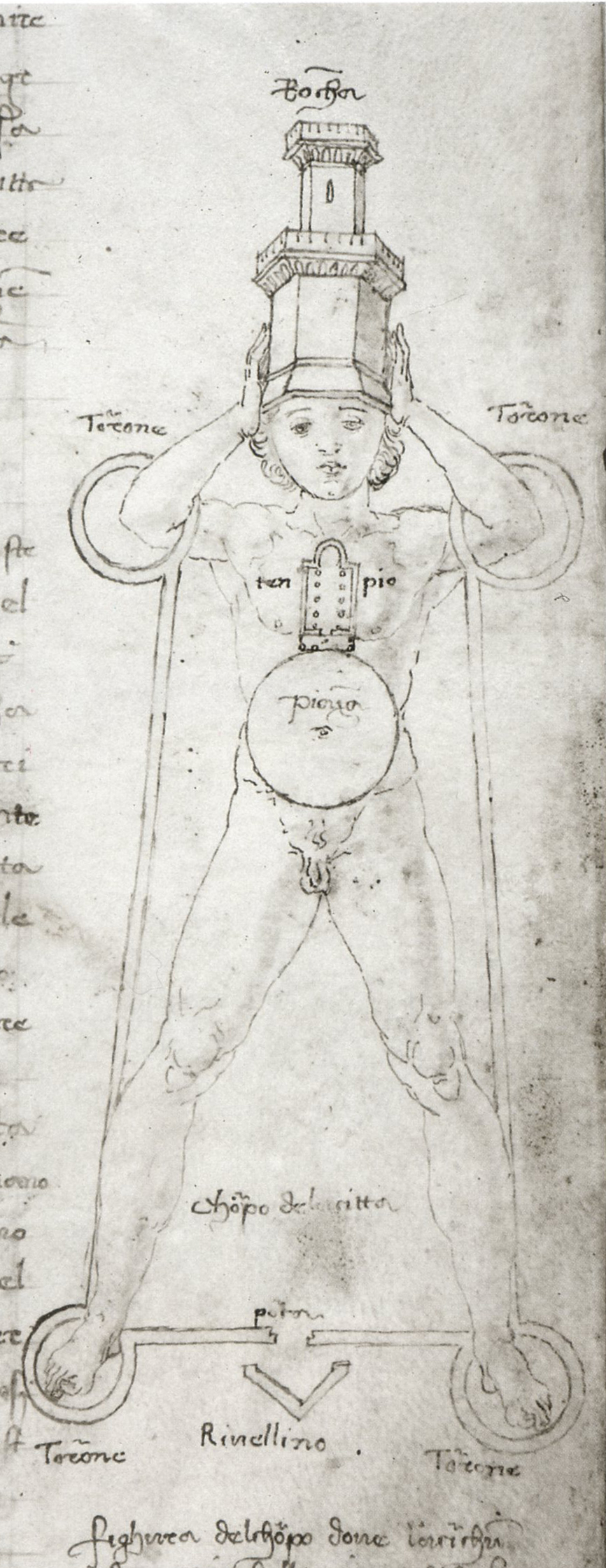
Rappresentazione della città fortificata in forma umana, con la fortezza come testa

Mancuso tenta di ridisegnare la città del prossimo futuro, nelle quali la natura dovrà essere riportata all’interno del nostro habitat recuperando la centralità nella vita di tutti i giorni in una armoniosa convivenza, centralità che attualmente le nostre città “umanocentriche” ripongono nell'uomo. Ad esempio, per mettere in risalto quanto le città sono disegnate seguendo il modello del corpo umano, nel secondo capitolo del libro l'autore fa riferimento all'immagine contenuta nel Trattato di architettura civile e militare di Francesco di Giorgio Martini, dove nella rappresentazione egli prende ispirazione dal corpo umano per l'organizzazione perfetta della città.
Ma nonostante la consapevolezza della necessità della centralità della natura, l’uomo ha sempre posto sé stesso come “misura di tutte le cose”, e, perfino la storia della scienza, della filosofia e dell’arte, hanno spesso relegato a ruoli marginali la natura privandola del suo reale valore. Mancuso dunque nel libro ripensa l'idea stessa della città, considerata come l'unica nicchia ecologica nella quale la nostra specie è in grado di vivere, immaginando i tessuti urbani del futuro come un organismo diffuso e armonizzato con il resto del vivente .

### Struttura
Il libro è composto da 8 capitoli, oltre che di un prologo:
1. L'uomo è misura di tutte le cose
2. Il corpo che si fa architettura
3. La città in evoluzione
4. La sopravvivenza del più adatto
5. Il metabolismo urbano
6. La città diffusa
7. Fitopolis
8. Le vie degli alberi

Nei primi due viene descritto come la visione umanocentrica abbia influito sia sul nostro modo di concepire la vita sulla terra sia sulla costruzione delle città del passato, sia remoto che prossimo. Il terzo capitolo compie un viaggio tra architettura e scienza soffermandosi su come una città possa essere vista come un organismo vivente, con riferimento, ad esempio, alle teorie di Patrick Geddes. Nel quarto capitolo viene fatta un'analisi di come animali, piante, e ovviamente anche l'uomo, siano condizionati nel loro processo di evoluzione dalla città considerata come un ecosistema. Nel quinto capitolo anche la città viene studiata come se fosse un essere vivente, dunque soggetto alle leggi della vita e dell'evoluzione ragionando in termini di metabolismo urbano. Il sesto capitolo analizza le città dal punto di vista delle conseguenze del riscaldamento globale, a differenza del capitolo precedente dove essa viene analizzata dal punto di vista delle cause, introducendo il discorso al settimo capitolo, nel quale viene evidenziato come le città attuali siano organizzate secondo uno schema animale, gerarchico e specializzato, mettendo in evidenza come questa specializzazione sia nella realtà un grande punto debole per le città. Nel capitolo finale viene proposto il nuovo modello di città basandosi sui comportamenti delle piante e degli alberi, in particolare di come la biodiversità sia fondamentale per la sopravvivenza o di come le città potranno sopravvivere al riscaldamento globale proprio grazie agli alberi e ad un nuovo modello di città, citando come esempio le diverse attività portate avanti da Jaime Lerner come sindaco della città di Curitiba in Brasile .

## Edizioni
- (IT) Stefano Mancuso, Fitopolis, la città vivente, collana I Robinson, illustrazioni di Beppe Giacobbe, Bari, Laterza, 2023,  p. 165, ISBN 978-88-58-15260-7.